# Jessie Saxby
Jessie Saxby (Baltasound, Escocia, 30 de junio de 1842 - ibidem, 27 de diciembre de 1940) fue una autora y folclorista escocesa, oriunda de la isla de Unst, una de las islas Shetland. También mostró interés por la política y fue sufragista.

## Biografía
Nacida el 30 de junio de 1842 en la casa de la familia en Halligarth, cerca de Baltasound, en la isla de Unst, Shetland. Jessue Saxby era hija de Laurence Edmondston, médico y naturalista, y su madre era Eliza Macbrair (1801–1869), periodista y autora procedente de una familia de Glasgow. La pareja tuvo otros diez hijos, incluido Thomas Edmondston, un destacado botánico.
Después de haber recibido una educación formal, Jessie se casó el 16 de diciembre de 1859 con Henry Saxby, un ornitólogo y doctor nacido en Londres. La pareja tuvo seis hijos, pero su única hija murió cuando era un bebé. Vivían en Unst y Henry fue compañero en la consulta médica de su suegro hasta 1871, cuando su mala salud hizo necesario que la familia se mudase a Edimburgo. Al año siguiente la familia se trasladó a la localidad de Inveraray, pero Henry murió a los 37 años el 4 de septiembre de 1873. Como viuda y con una familia que mantener, Jessie tuvo que depender de los ingresos de sus escritos y regresó a Edimburgo durante 17 años antes de finalmente regresar a Unst en 1890. Uno de sus hijos, Thomas Edmondston Saxby (1869-1952), fue también médico y ornitólogo, que vivió y trabajó en Halligarth.

## Carrera
La carrera de Saxby comenzó en la década de 1860 cuando se imprimieron varios de sus cuentos y algunos de sus poemas. Lichens from the Old Rock, un libro de poesía, se publicó en 1868, siendo el primero de los 47 libros que escribió. El tema de sus libros fue bastante variado, cubriendo diversos temas como la ficción romántica, el folclore, pero particularmente las historias de aventuras para niños. También escribió cerca de cien artículos que se publicaron en periódicos, diarios y revistas como Life and Work y The Boy's Own Paper.

## Obras
- Geordie Roye, or, A waif from the Greyfriars Wynd (1879). Glasgow: John S. Marr & Sons
- Breakers Ahead; or, Uncle Jack's stories of great shipwrecks of recent times: 1869 to 1880 (1882). Londres: Nelson & Sons
- Snow dreams, or, Funny fancies for little folks (1882). Edimburgo: Johnstone, Hunter & Co.
- The Home of a Naturalist (1888). Londres: Nisbet & Co. (autoría compartida con su hermano Thomas Edmondston)[6]
- West-Nor'West (1890). Londres: Nisbet & Co.
- Viking-Boys (1892). Londres: Nisbet & Co.
- Birds of omen in Shetland (Inaugural address to the Viking club, London, October 13, 1892) (1892). Londres: Private Print
- Shetland traditional lore (1932). Edimburgo: Grant & Murray